# Jirō Horikoshi

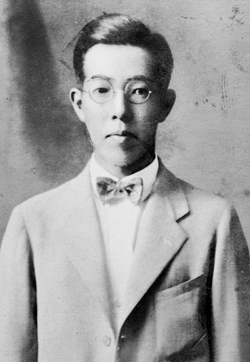
Jirō Horikoshi als Student Mitte der 1920er Jahre

Jirō Horikoshi (japanisch 堀越 二郎 Horikoshi Jirō; * 22. Juni 1903 bei Fujioka Präfektur Gunma, Japan; † 11. Januar 1982 in Tokio) war ein japanischer Flugzeugkonstrukteur.

## Leben
Er besuchte die Kaiserliche Universität Tokio und studierte dort an der Fakultät für Ingenieurwissenschaften. Nach seinem Abschluss mit Promotion 1927 arbeitet er für Mitsubishi Kōkūki in Nagoya bis März 1945. 1932 heiratete er Sumiko Sasaki. 1937 wurde sein Sohn Masao Horikoshi geboren. Ab März 1945 wurde sein Arbeitsplatz nach Matsumoto, Präfektur Nagano verlegt, er evakuierte seine Familie in seinen Geburtsort. Nach seiner Zeit als Flugzeugkonstrukteur war er als Professor am Japan Defense Institute und an der Nippon Universität tätig.
Jirō Horikoshi starb am 11. Januar 1982 in Tokio an einer Lungenentzündung in einem Krankenhaus.

## Leistungen
Jirō Horikoshi war bereits Anfang der 1930er Jahre federführend an der Entwicklung des Jagdflugzeugs Mitsubishi 1MF10 und der Mitsubishi A5M beteiligt. Er entwarf vor und während des Pazifikkriegs die meistgebauten Jagdflugzeuge des japanischen Kaiserreichs.
Nach dem Krieg setzte er seine Karriere im Flugzeugbau fort; er hielt Vorlesungen an japanischen Hochschulen und war an der Entwicklung des Passagierflugzeugs NAMC YS-11 beteiligt.

## Konstruktionen

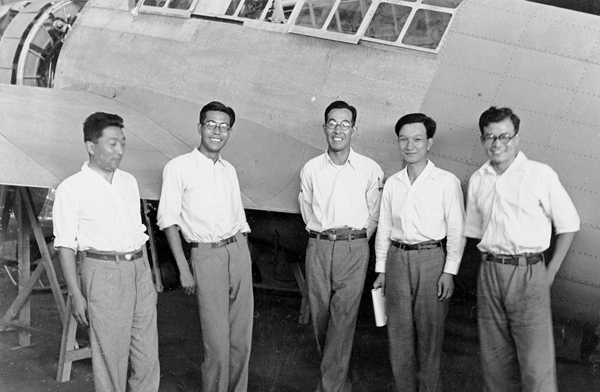
Jirō Horikoshi (Mitte) im Juli 1937

- Mitsubishi A5M
- Mitsubishi A6M Zero
- Mitsubishi J2M Raiden
- Mitsubishi A7M Reppu
- NAMC YS-11[6]

## Rezeption
Hayao Miyazaki machte im Jahr 2013 Jirō Horikoshis Leben zum Thema des Anime-Films Wie der Wind sich hebt, der in Japan ein großer Publikumserfolg war und weltweit kontroverse Diskussionen auslöste. Der weitestgehende fiktive, auf einer Geschichte von Hori Tatsuo beruhende, Film erzählt überwiegend aus Horikoshis Zeit bei Mitsubishi Kōkūki in den 1930er Jahren, in denen er die Mitsubishi A5M und Mitsubishi A6M entwarf.